# Фридрих I (херцог на Вюртемберг)
Вижте пояснителната страница за други личности с името Фридрих I.
Фридрих I фон Вюртемберг (на немски: Friedrich I; * 19 август 1557, Монбеляр; † 29 януари 1608, Щутгарт) от Дом Вюртемберг (Стара линия Монбеляр), е граф на Монбеляр (Мьомпелгард) (1558 – 1608) и херцог на Вюртемберг (1593 – 1608).

## Живот
Син е на граф Георг I фон Вюртемберг-Монбеляр (1498 – 1558) и на Барбара фон Хесен (1536 – 1597), дъщеря на ландграф Филип I фон Хесен и Кристина Саксонска.
Фридрих е през младежките си години в двора на Вюртемберг, където херцог Христоф се грижи лично за възпитанието му. Между 1571 – 1574 г. той учи в по-късния Collegium illustre в Тюбинген и посещава кралските дворове в Европа.
Фридрих се жени през 1581 г. за Сибила фон Анхалт (1564 – 1614), дъщеря на княз Йоахим Ернст фон Анхалт от династията Аскани. През 1593 г. той наследява бездетния си втори братовчед, херцог Лудвиг фон Вюртемберг. Така Вюртемберг-Монбеляр (Мьомпелгард) се слива с Херцогство Вюртемберг.

## Деца
Фридрих I и Сибила фон Анхалт имат децата:
- Йохан Фридрих (1582 – 1628), херцог на Вюртемберг
- Георг Фридрих (1583 – 1591)
- Сибила Елизабет (1584 – 1606) ∞ Йохан Георг I, курфюрст на Саксония
- Елизабет (*/† 1585)
- Лудвиг Фридрих (1586 – 1631), херцог на Вюртемберг-Монбеляр
- Йоахим Фридрих (*/† 1587)
- Юлиус Фридрих (1588 – 1635), херцог на Вюртемберг-Вайлтинген
- Филип Фридрих (*/† 1589)
- Ева Христина (1590 – 1657) ∞ Йохан Георг, херцог на Бранденбург-Йегерндорф
- Фридрих Ахилес (1591 – 1631), херцог на Вюртемберг-Нойенщат
- Агнес (1592 – 1629) ∞ принц Франц Юлий фон Саксония-Лауенбург
- Барбара (1593 – 1627) ∞ Фридрих V, маркграф на Баден-Дурлах
- Магнус (1594 – 1622), херцог на Вюртемберг-Нойенбюрг
- Август (*/† 1596)
- Анна (1597 – 1650)